# Prăbușirea
Prăbușirea este un film românesc din 2005 regizat de Gheorghe Preda. Rolurile principale au fost interpretate de actorii Corina Moise, Vitalie Bantaș.

## Distribuție
Distribuția filmului este alcătuită din:
- Corina Moise — Infirmiera
- Bogdan Dumitrescu
- Vitalie Bantaș — Scriitorul
- Gabriel Spahiu